# Radja
Radja – indonezyjski zespół muzyczny z Banjarmasinu. Powstał w 2001 roku w składzie: Ian Kasela (wokal), Moldy (gitara), Seno (bas), Adit (perkusja).
Ich debiutancki album Lepas Masa Lalu (2001) był fiaskiem komercyjnym. Kolejny album pt. Manusia Biasa (2003) sprzedał się w nakładzie 60 tys. egzemplarzy. W 2004 r. wydali dużo bardziej udany album pt. Langkah Baru, który uzyskał status podwójnej platyny; sprzedał się w nakładzie 1,2 mln kopii.

## Dyskografia
Albumy
- Lepas Masa Lalu (2001)[3]
- Manusia Biasa (2003)[3]
- Langkah Baru (2004)[4]
- Aku Ada Karena Kau Ada (2006)[7]
- 1000 Bulan (2006)[7]
- Untuk Semua (2007)[7]
- Membumi (2008)[8]
- Selalu Ada (2009)[9]
- Terus Terang (2010)[10]
- Aku di Tanganmu (2011)[11]
- Ayo Melangkah (2012)[11]
- Menembus Batas (2017)[12]